# Reményi Antal (utazó)
Reményi Antal, 1862-ig Hoffmann (Miskolc, 1825. április 15. – Budapest, Ferencváros, 1912. november 28.) magyar ügyvéd, magyar szabadságharcos, utazó, publicista.

## Életpályája
Reményi János és Vidor Róza fia. Iskoláit Egerben, joggyakorlatot Pesten végzett, 1846-ban ügyvédi oklevelet nyert. A szabadságharc kitörésekor 1848 júliusában Pesten Lázár György őrnagy parancsnoksága alatt szervezett 1. honvédzászlóaljhoz lépett be közhonvédnek, végig küzdötte a szabadságharcot és századosi rangig emelkedett. Komárom várának átadása után Klapka György tábornokkal külföldre menekült, tizenkét évet töltött Angliában és Amerikai Egyesült Államokban. Részt vett az Egyesült-Államok kormánya által szervezett több expedícióban. 1853-ban Jekelfalussy Sándorral együtt bekerült abba a Stephens tábornok által vezetett kormány-expedícióba, amelynek feladata a St. Paul (Minnesota) és a Puget Sound (Puget Sound régió) közötti terület feltérképezése volt. Ugyanebben az időszakban a Mississippi forrásától nyugatra eső indiánok által lakott területek, majd a Panama-földszoros vidékének felderítésében vett részt.
1860-ban Párizsba utazott, 1861-ben hazatért és bírói hivatalt vállalt a pesti törvényszéknél. 1869 tavaszán főjegyzőnek, ősszel törvényszéki tanácsosnak választották meg. 1872 januárjában kinevezték a budapesti angol királyi főkonzulátus tanácsosának és ettől fogva egyszersmind ügyvédi gyakorlatot folytatott. 1872-től jelentős publicisztikai tevékenységet fejtett ki, földrajzi, történelmi, közgazdasági, tengerészeti és haditengerészeti cikkeket és tanulmányokat írt a magyar lapokba, köztük Földrajzi Közlemények, Budapesti Szemle, Vasárnapi Újság stb.) Károly István főherceg tengernagy a parancsnoksága alatt működő császári és királyi jachtraj jogtanácsosává Reményi Antalt nevezte ki. 1882-ben testvére, Reményi Ede hegedűművész európai előadói körútra indult, tőle Reményi Antal vette át a budapesti Petőfi-szobor felállításának ügyét, amelyet sikerre is vitt még 1882 őszén. Felesége Reichardt Mária volt.

## Főbb munkái
- A Szent Szövetség hadjárata II. Szelim szultán ellen (Budapest, 1903);
- Kolumbus származása és családja (Budapest, 1903).

## Fordításaiból
- Nelson életrajza. Irta Southey Robert, ford. Budapest, 1902. MTA (Könyvkiadó vállalat. Uj F. 4.).

## Díjai, elismerései
- A Ferenc József-rend lovagkeresztje (1895)